# Fap to the Future: The XXX Parody
Fap to the Future: The XXX Parody ist eine US-amerikanische Porno-Parodie über die Zurück-in-die-Zukunft-Filmreihe aus dem Jahr 2015.

## Handlung
Cock Brown reist mit Marty Dickfly mit Hilfe seines Delorean durch die Zeit. Dabei erleben sie viele sexuelle Abenteuer und Szenen aus dem Originalfilm werden parodiert.

## Produktion und Veröffentlichung
Produziert und vermarktet wurde der Film von Wood Rocket. Regie führte Lee Roy Myers und das Drehbuch schrieb er zusammen mit Locke Van Kemp. Drehort war das Mission Control Studio in Las Vegas in dem Bundesstaat Nevada. Erstmals wurde der Film am 1. Dezember 2015 veröffentlicht. Als DVD wurde der Film im September 2016 bei Wood Rocket veröffentlicht.